# Копи царя Соломона (фильм, 2004)
«Копи царя Соломона» (англ. King Solomon's Mines) — германо-американский приключенческий телефильм 2004 года.

## Сюжет
Элизабет Мэйтленд (Элисон Дуди) нанимает охотника Аллана Куотермейна (Патрик Суэйзи) и организует поиски своего отца, который был похищен южно-африканским племенем, так как у него была карта, ведущая к копям царя Соломона. Александр III, российский император, давал отцу Элизабет деньги на поиски и, тем самым определив месторасположение копей, засылает в Южную Африку царского офицера и его двух подопечных…
Кто найдёт копи царя Соломона, а кто погибнет в пустынях Африки: команда Куотермейна или группа русских преследователей?

## В ролях
| Актёр           | Роль                       |
| --------------- | -------------------------- |
| Патрик Суэйзи   | Аллан Куотермейн           |
| Элисон Дуди     | Элизабет Метленд           |
| Рой Мэрсден     | капитан Гуд                |
| Джон Стэндинг   | доктор Сэм Метленд         |
| Гэвин Худ       | Брюс МакНабб               |
| Сидеде Оньюло   | Умбопа                     |
| Ян Робертс      | сэр Генри Кёртис           |
| Ник Борэйн      | русский офицер Иван Фликов |
| Лэнгли Кирквуд  | русский офицер Сергей      |
| Хаким Кае-Казим | африканец Твала            |